# Пит-стоп
Пит-стоп (на английски: Pit stop) е спиране по време на самото състезание на болид от Формула 1 или друг моторен спорт в бокса с цел презареждане с гориво, смяна на гуми, настройки по аеродинамичния пакет и други.

## Пит-лейн
Пит-лейн (на английски: Pit-lane) в моторните спортове е участъкът от състезателното трасе, по което болидите се придвижват към боксовете. Той е успореден на старт-финалната права и се използва за вход и изход на автомобилите на пистата, както и за всички спирания.
Във Формула 1 има ограничение за изпреварване, както и максимална скорост от 100 км/ч (изключение е Монако – 80 км/ч). Нарушаването на тези правила води до наказание по Техническия регламент на ФИА.

## Стоп-енд-гоу
Стоп-анд-гоу (на английски: Stop-&-Go) е наказание във Формула 1 в размер на 10-секунден престой в бокса, без право на презареждане с гориво и манипулации по болида.